# Clairol
Clairol è una azienda statunitense fondata nel 1931 che opera nel campo dei cosmetici e dei prodotti per capelli.
Sul mercato italiano è presente dal 2009 attraverso la linea di prodotti per capelli Herbal Essences.
Il marchio fa capo al gruppo Procter & Gamble.